# بلکول (اکلاهما)
بلکول(به انگلیسی: Blackwell) شهری در ایالت اکلاهما کشور ایالات متحده آمریکا است که جمعیت آن در سرشماری سال ۲۰۱۰ میلادی، ۷٬۰۹۲ نفر بوده‌است.